# Гагарка (Зарічний міський округ)
Гага́рка (рос. Гагарка) — присілок у складі Зарічного міського округу Свердловської області.
Населення — 391 особа (2010, 332 у 2002).
Національний склад населення станом на 2002 рік: росіяни — 90 %.